# Institut de Segon Ensenyament de Mataró
L'Institut de Segon Ensenyament de Mataró va ser una institució educativa promoguda pel govern de la Segona República l'any 1933 i que ens seus inicis es va trobar situat a l'edifici de l'Escola d'Arts i Oficis. L'any següent va passar a tenir edifici propi a la plaça de Cuba. Aquest institut va ser el primer centre d'ensenyament secundari de caràcter estatal de la ciutat, ja que fins al moment els instituts de la ciutat depenien de l'institut provincial de Barcelona, l'actual Institut Jaume Balmes.
En acabar la Guerra Civil, l'any 1939, es va abolir el centre, i el seu professorat va ser depurat. Se'n va demanar la reapertura però aquesta va ser denegada per l'Estat al·legant que ja hi havia prou escoles privades que impartien ensenyament secundari a la ciutat.